# Нідерландський гульден

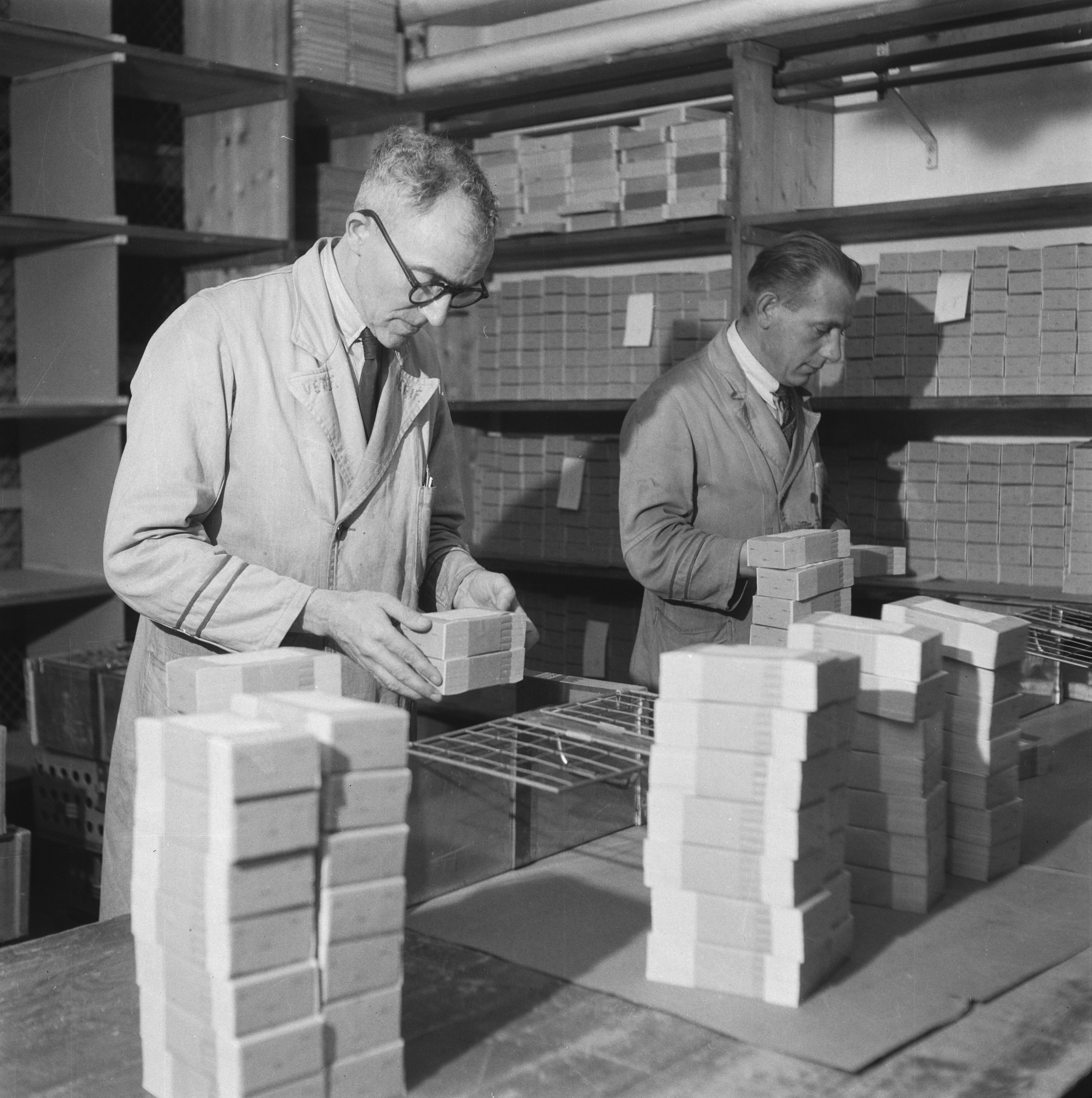
Зберігання паперових гульденів у банку

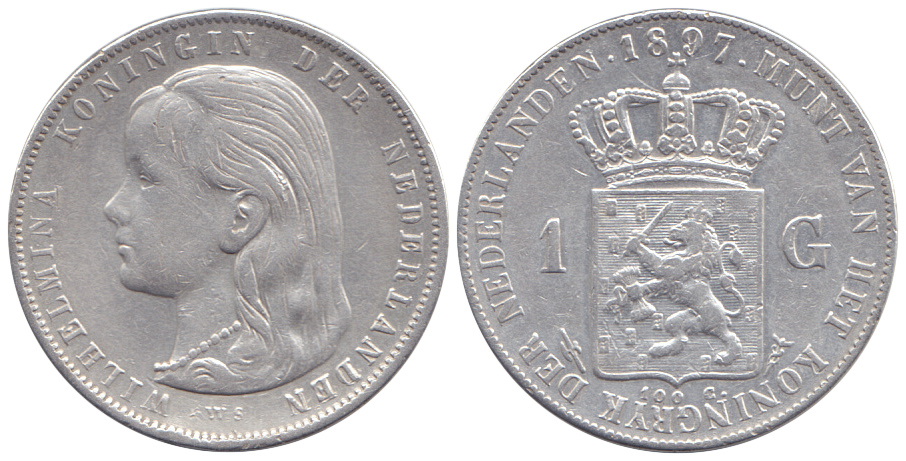
Гульден королеви Вільгельміни 1897 року

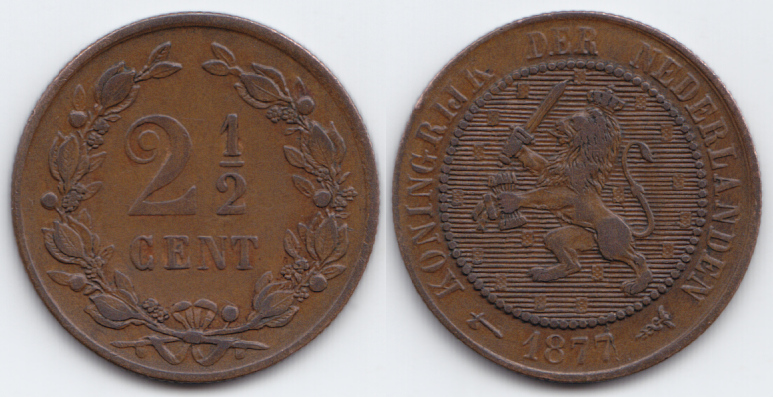
Монета 2½ цента короля Віллема III 1877 року

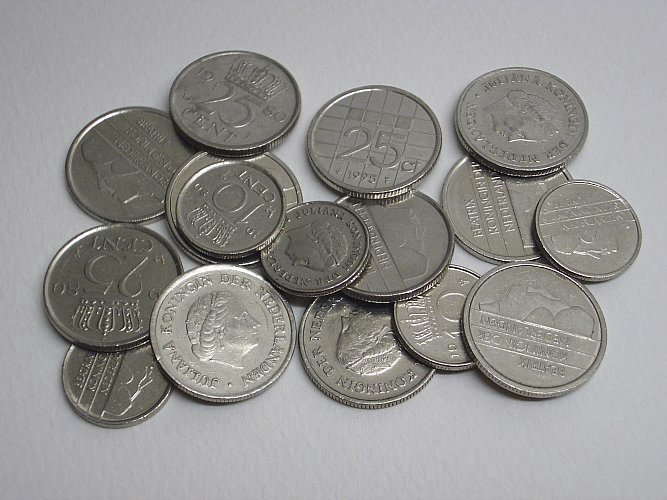
Нікелеві монети Нідерландів 1970-х—1980-х років

Нідерландський гульден (нід. gulden, МФА: [ˈɣʏldə(n)]; символом є знак ƒ чи fl., код: NLG) — грошова одиниця Нідерландів з XVI століття до 2002 року (офіційно до 1999 року), коли вона була замінена на євро. Поділялася на 100 центів. Після введення у Нідерландах євро, гульдени обмінюються Центральним банком за курсом 2,20371 NLG за 1 EUR, чи, відповідно, 0,453780 EUR за 1 NLG, починаючи з 28 січня 2002 року, коли вони були офіційно виведені з обігу.

## Історія
Назва «гульден» походить від «guilder florin» («золотого флорину»), який у свою чергу отримав назву від флорентійської монети «fiorino d'oro» («золотий фіорин»). Цим також пояснюється походження знака валюти у вигляді літери f або літер fl або hfl (голландський флорин), які з тих пір використовуються для позначення гульдену. У 1378 році в обігу з'явився голландський гульден герцога Вільгельма I. Після цього низкою різних монархів і правлячих дворян, які мали владу на території Нідерландів, карбувався їхній власний гульден. Зокрема, з'явилася монета, що отримала ім'я імператора Карла V, яка називалася «каролусгульден» («carolusgulden») або просто «каролус» («carolus»). Після випуску «золотого каролуса» («gouden carolus») між 1521—1543 роками, був введений «срібний каролус» («zilveren carolus»), який був першою та єдиною валютою для Сімнадцяти провінцій до 1680 року. Ця монета була першим гульденом із зображенням портрету (імператора). У 1694 році в обіг увійшов «універсальний гульден» («generaliteitsgulden»), що містив зображення «Голландії» зі списом.
З 1521 року гульден ділився на 20 стюверів, який містив 8 дуїтів, що у свою чергу складалися з 2 пеннінгенів. Існувало кілька місцевих варіантів монет-гульденів, особливо у Гронінгені протягом 16 століття. До 18 століття жителі Фрисландії та Оверейсела користувалися в обігу 28 варіантами монет. Підрахунок грошових сум населенням, більше залежав від особливого методу бухгалтерського обліку, ніж від готівкових монет, які воно мало на руках. На більшій частині території Голландської республіки використовувався так званий «голландський» метод обліку, який розраховувався у гульденах, стюверах та пеннінгенах. У голландських документах до 1816 року зустрічаються такі позначення сум, як зокрема «f 10-12-4», що означало: «10 гульденів, 12 стюверів і 4 пеннінгена».
Однак у провінції Зеландія грошова система грунтувалася на фламандському фунті, який дорівнював 6 гульденам. У цій грошовій системі фунт (6 гульденів) ділився на 20 шилінгів (вартістю 6 стюверів), які у свою чергу складалися з 12 пеннінгенів.
Задля полегшення торговлі між регіонами, через складну грошову систему, використовувалися різні розрахункові книги, що допомагали переходити з однієї системи до іншої.
У 1816 році стювери і пеннінгени були скасовані, і з цього часу гульден став ділитися на 100 центів. Однак населення зберігло використання назви «стювер», якою воно називало монету в 5 центів.
З 1818 року (час правління короля Віллема I) до 2002 року (до введення євро) гульдени карбувалися всіма нідерландськими монархами, з зображенням їхніх портретів та текстом по колу монет «Король (або Королева) Нідерландів» («Koning(in) der Nederlanden»). Окрім цього, з 1818 року на гурті монет було введено напис «Бог з нами» («God zij met ons»).
Останньою серією монет гульдена, до введення євро, стали монети із портретом королеви Беатрікс, введені в обіг 1982 року. У цій серії був відсутній номінал в 1 цент. Окрім цього, у 1980-х роках банкноти номіналом 5 гульденів були замінені монетами. Дизайн останньої серії монет був розроблений промисловим дизайнером Бруно Нінабером ван Ейбеном. Вперше на монетах були відсутні корона та національний герб.
З 1 січня 2002 року гульден перестав бути законним платіжним засобом, його замінили на євро. Після введення євро монети гульдена обмінювалися в банках до 1 січня 2007 року за курсом 2,20371 гульдена = 1 євро. Банкноти гульдена можна обмінювати у відділах Нідерландського банку до 2032 року, хоча є винятки за деякими зразками банкнот, для яких застосовується більш ранній термін. Після переходу на євро монети гульдена були утилізовані у вигляді здавлювання пресом та переплавлялися, а банкноти — подрібнюються та переробляються.

## Колоніальні валюти

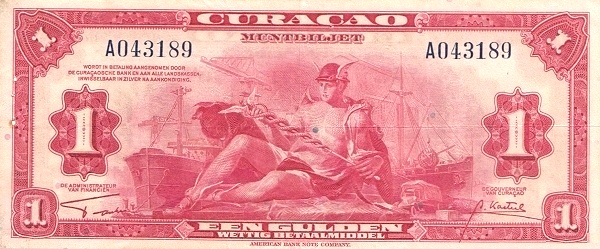
1 гульден Кюрасао (1942)

Також випускалися валюти для колоній Нідерландів, пов'язані з гульденом. До 1949 року випускався гульден Нідерландської Індії. Того ж року ця валюта була замінена індонезійською рупією. З 30 березня 1950 року випускався гульден Нідерландської Нової Гвінеї.
До 1 січня 2004 року для Суринаму випускався сиринамський гульден. З моменту здобуття Суринамом незалежності 1975 року вартість суринамського гульдену різко впала. Саме тому його уряд вирішив замінити суринамський гульден на суринамський долар.
Валютою Нідерландських Антильських островів був антильський гульден, прив'язаний до долара США. Антильський гульден також був валютою Кюрасао та Сінт-Мартену, що з 10 жовтня 2010 року стали автономними державами, після чого він був замінений карибським гульденом. Окрім цього, антильський гульден був валютою Аруби до 1986 року, після чого його замінив арубський флорин. Острови Карибських Нідерландів (нині спеціальні муніципалітети Нідерландів) також використовували антильський гульден, доки там офіційною валютою не став з 1 січня 2011 року долар США.

## Девальвація гульдена

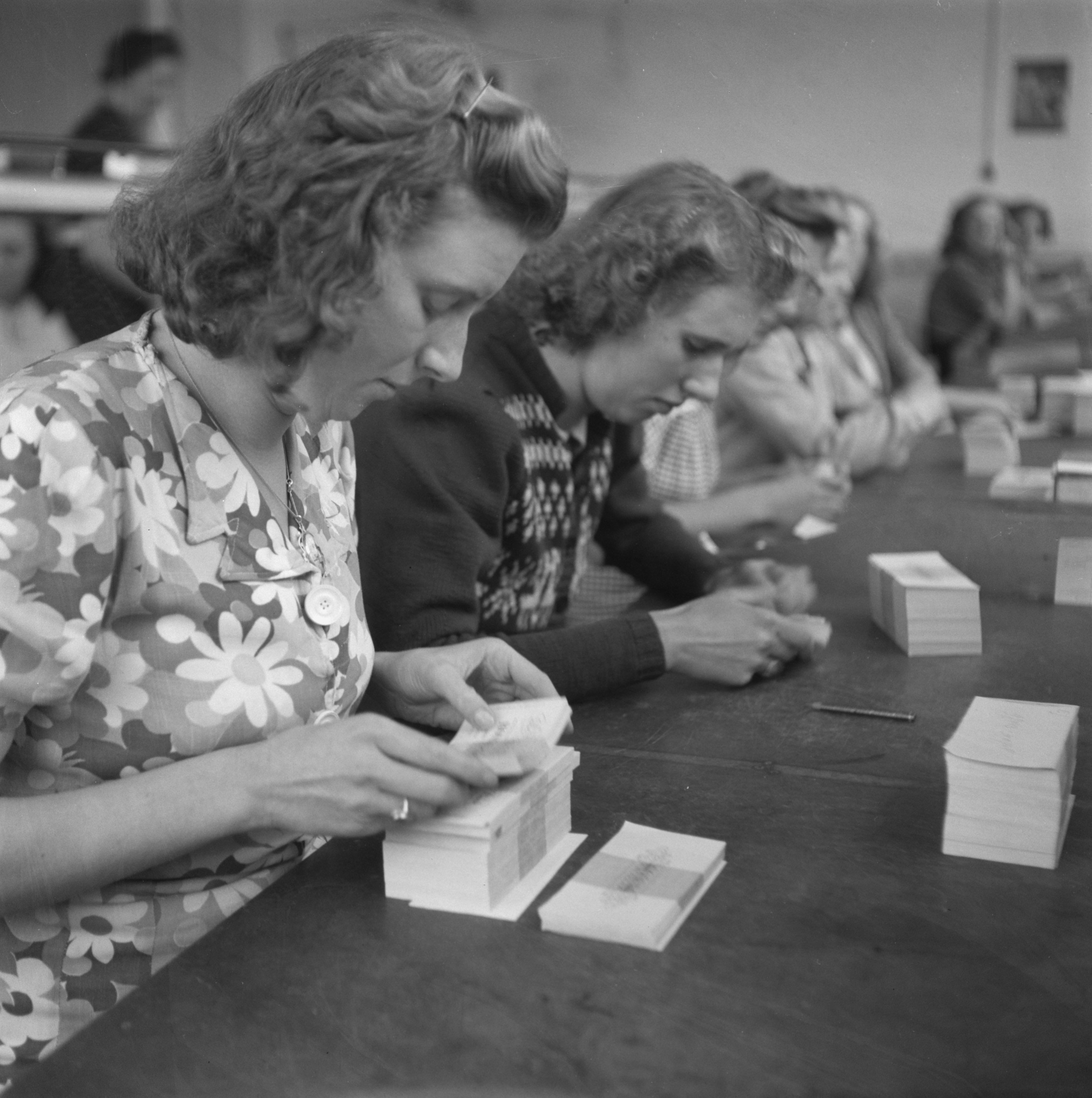
Пакування паперових гульденів на грошовій фабриці

Відповідно до Бреттон-Вудської системи з 1944 року курс гульдена був прив'язаний до долара США.
У 1949 році міністр фінансів Піт Ліфтінк вирішив девальвувати нідерландський гульден на 30%, незабаром після девальвації британського фунту стерлінгів у такому самому диапазоні, після економічної кризи в США, де після кількорічного зростання відбулося падіння заробітної плати та цін. Британський уряд провів девальвацію боючись негативного впливу на власну економіку посилення товарної конкуренції з американськими компаніями, яки прагнули збільшити експорт своїх товарів до Європи. Такі міри мали привести до здешевлення британської продукції в інших країнах, й, відповідно, до збільшення її експорту. З цією метою низка інших європейських країн також почала застосовувати девальвацію, Нідерланди теж наслідували приклад Великої Британії.
Особливість європейської девальвації валют полягала в тому, що вона ознаменувала собою новий етап в економічній післявоєнній історії Нідерландів. В країні минув період найвищого рівня бідності, почалося зростання нідерландської економіки. Відбулося і зростання індустріалізації та експорту, що у свою чергу призвело до підвищення добробуту населення.
Нідерланди вийшли з війни у великому збіднінні, бракувало практично всіх видів продукції. Виробництво практично зупинилося, Нідерланди залежали від імпорту з-за кордону багатьох найнеобхідніших товарів, на які у країни майже не вистачало грошей, через що уряд взяв економіку під суворий контроль. Заробітна плата спеціально залишалася низькою, а ціни на багато товарів продовжували залишалися нормованими, як і під час війни. Ці міри застосовувалися через побоювання уряду неконтрольованої інфляції.
Важка ситуація в економіці викликала велике невдоволення населення. Це, зокрема, позначилося на великій популярності Комуністичної партії Нідерландів (CPN), що викликало велике занепокоєння американського уряду, він з гіркотою відзначав, що Центральна Європа все більше потрапляє у сферу впливу Радянського Союзу. Вживалися міри щодо недопущення розповсюдження комунізму у Західній Європі, противагою цьому став план Маршалла. З 1948 року лише одні Нідерланди отримали майже мільярд доларів у вигляді безповоротних грошей та позик для розвитку економіки. Таке грошове вливання стало сильним стимулом для зростання економіки Нідерландів. Вже у 1949 році уряд зміг більше сконцентруватися на збільшенні нідерландського експорту, а проблема імпортозалежності задля товарного забезпечення населення — зникла, розпочався період розвитку економіки Нідерландів.
У 1970-х роках через великі державні витрати гульден був знову девальвований, що мало велике значення для торгівлі з Німеччиною. Цих років багато країн, зокрема Нідерланди та Німеччина, перейшли на систему плаваючих обмінних курсів.
1965 року гульден коштував близько 1,10 німецьких марок (DM), 1973 року 1 гульден дорівнював 1 марці, а з 1980-х років і до введення євро — близько 0,88 німецької марки (1 німецька марка = 1,12 гульдена).

## Банкноти

Символ гульдена

Випускалося два типи банкнот гульдена: «грошові знаки» («muntbiljetten») та «банківські білети» («muntbiljetten»). Банкнота в 25 гульденів, що випускалася з 1860-го і до 1923 року була жовтого кольору, за що отримала народну назву «жовтої», яка була популярною серед населення аж до 2002 року, коли ввели євро, попри те що вона мала різнокольорові малюнки. Так само народну назву отримала і банкнота в 1000 гульденів, її називали «червоною» та «червоний зворотний бік» (або мала більш просту та грубішу назву «зворотний бік»). Через те що в 19 столітті зворотний бік банкнот цього номіналу був червону кольору, вони отримали назву «червона» («rooie») та «зворотний бік» («rooie rug»). Найвідомішими дизайнерами повоєнних банкнот гульдена стали Оотє Оксенаар (автор перших яскраво-кольорових банкнот) та Яап Драпстін. На більшості банкнот були зображені портрети історично відомих голландців, таких як філософ Бенедикт Спіноза (1000 гульденів, що була в обігу протягом 1973—2002 років), адмірал Міхіель де Рюйтер (100 гульденів, використовувалася між 1970–1986 роками), композитор Ян Пітерсзон Свелінк (25 гульденів, використовувалася між 1971—1995), художник Франс Галс (10 гульденів, використовувалася між 1971–2002 роками) та поет Йост ван ден Вондел (5 гульденів, використовувалася між 1966–1988 роками).

### Передостання серія банкнот
Банкноти Нідерландів в 10 і 1000 гульденів передостанньої серії зразка 1966—1973 років перебували в обігу до введення євро 2002 року, решта номіналів була вилучена раніше. Ця серія складалася з номіналів: 5, 10, 25, 100 і 1000 гульденів.
| Банкноти зразка 1966—1973 років | Банкноти зразка 1966—1973 років | Банкноти зразка 1966—1973 років | Банкноти зразка 1966—1973 років | Банкноти зразка 1966—1973 років | Банкноти зразка 1966—1973 років | Банкноти зразка 1966—1973 років | Банкноти зразка 1966—1973 років | Банкноти зразка 1966—1973 років | Банкноти зразка 1966—1973 років |
| Зображення                      | Зображення                      | Основний колір                  | Номінал (гульденів)             | Розмір (мм)                     | Аверс                           | Реверс                          | Введення                        | Вилучення                       |                                 |
| ------------------------------- | ------------------------------- | ------------------------------- | ------------------------------- | ------------------------------- | ------------------------------- | ------------------------------- | ------------------------------- | ------------------------------- | ------------------------------- |
|                                 |                                 | Зелений                         | 5                               | 136 x 76                        | Поет Йост ван ден Вондел        | Геометричні фігури              | 1966                            | 1988                            |                                 |
|                                 |                                 | Синій                           | 10                              | 142 x 76                        | Художник Франс Галс             | Геометричні фігури              | 4 січня 1971                    | 1 січня 2002                    |                                 |
|                                 |                                 | Червоно-рожевий                 | 25                              | 142 x 76                        | Композитор Ян Пітерсзон Свелінк | Геометричні фігури              | 1971                            | 1995                            |                                 |
|                                 |                                 | Коричневий                      | 100                             | 142 x 76                        | Адмірал Міхіель де Рюйтер       | Геометричні фігури              | 1970                            | 1986                            |                                 |
|                                 |                                 | Зелений                         | 1000                            | 160 x 76                        | Філосов Бенедикт Спіноза        | Геометричні фігури              | 15 січня 1973                   | 1 січня 2002                    |                                 |

### Останні серії банкнот
Останні серії банкнот Нідерландів, що були в обігу до введення євро 2002 року, були розроблені у 1980-х—1990-х роках, вони скадалися з номіналів: 10, 25, 50, 100, 250 і 1000 гульденів.
| Банкноти зразків 1982—1997 років | Банкноти зразків 1982—1997 років | Банкноти зразків 1982—1997 років | Банкноти зразків 1982—1997 років | Банкноти зразків 1982—1997 років | Банкноти зразків 1982—1997 років | Банкноти зразків 1982—1997 років | Банкноти зразків 1982—1997 років | Банкноти зразків 1982—1997 років | Банкноти зразків 1982—1997 років |
| Зображення                       | Зображення                       | Основний колір                   | Номінал (гульденів)              | Розмір (мм)                      | Аверс                            | Реверс                           | Введення                         | Вилучення                        |                                  |
| -------------------------------- | -------------------------------- | -------------------------------- | -------------------------------- | -------------------------------- | -------------------------------- | -------------------------------- | -------------------------------- | -------------------------------- | -------------------------------- |
|                                  |                                  | Синій                            | 10                               | 136 x 76                         | Геометричні фігури               | Геометричні фігури               | 1 вересня 1997                   | 1 січня 2002                     |                                  |
|                                  |                                  | Червоно-рожевий                  | 25                               | 142 x 76                         | Геометричні фігури               | Геометричні фігури               | 27 березня 1990                  | 1 січня 2002                     |                                  |
|                                  |                                  | Жовтий                           | 50                               | 148 x 76                         | Соняшник                         | Польдери в Ейсселмері            | 7 вересня 1982                   | 1 січня 2002                     |                                  |
|                                  |                                  | Коричневий                       | 100                              | 154 x 76                         | Геометричні фігури               | Геометричні фігури               | 16 березня 1981                  | 1 січня 2002                     |                                  |
|                                  |                                  | Коричневий                       | 100                              | 154 x 76                         | Бекас звичайний                  | Бекас звичайний                  | 7 вересня 1993                   | 1 січня 2002                     |                                  |
|                                  |                                  | Фіолетовий                       | 250                              | 160 x 76                         | Карти, геометричні фігури        | Маяк у Вест-Шувені               | 7 січня 1986                     | 1 січня 2002                     |                                  |
|                                  |                                  | Сіро-зелений                     | 1000                             | 166 x 76                         | Геометричні фігури               | Геометричні фігури               | 3 квітня 1996                    | 1 січня 2002                     |                                  |

## Монети
Перші монети Нідерландів, що були номіновані в 1 цент, вперше з'явилися у 1817 році, офіційно їх випуск скасували 1980 року, при цьому вони перебували в обігу до 1983-го. Іншими монетами, які були в обігу з 1945 року, стали: 5 центів («стювери» («stuiver»)), 10 центів («десятицентовики» («dubbeltje»)), 25 центів («четвертаки» («kwartje»)), 1 гульден (100 центів) та 2½ гульдена («рейксдаальдери» («rijksdaalder»), також відомі як «рікси» («riks») або «кнааки» («knaak»)). У 1988 році банкнота в 5 гульденів зразка 1973 року була замінена монетою того ж номіналу. Останнім гульденом, стала монета розроблена дванадцятирічним дизайнером Тімом ван Мелісом, яка пробула в обігу з 21 липня по 31 грудня 2001 року.
До введення рейксдаальдера також існував ще один номінал, так званий «звичайний даальдер» («gewone daalder»), який мав вартість 1½ гульдена, а не 2½ гульдена.
Упродовж століть гульден регулярно ділився на монети різних номінальних назв. Десятичну грошову систему було введено в Нідерландах 18 вересня 1816 року.

### Монети до 1816 року

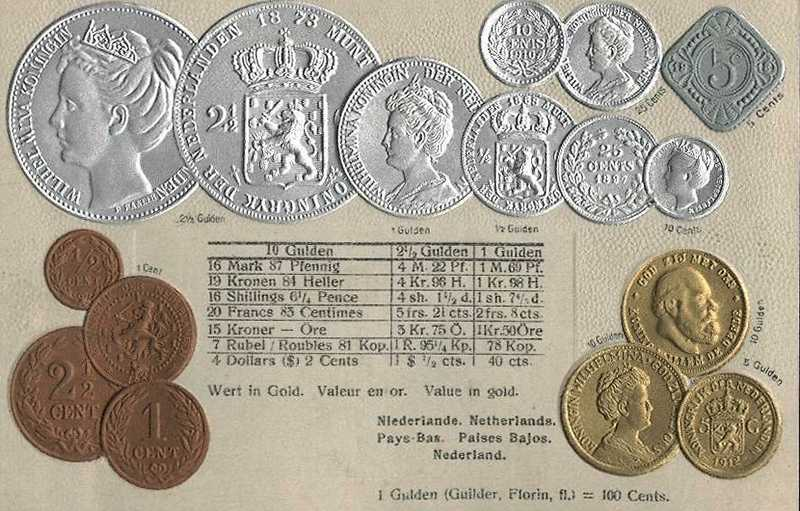
Поштова картка з зображенням монет Нідерландів

Перелік монет, що використовувалася в обігу до 1816 року (стювер показаний як орієнтир):
- 10 золотих гульденів («10 gulden-munt») = (200 стюверів)
- 5 золотих гульденів («5 gulden-munt») = (100 стюверів)
- 1 золотий гульден («goudgulden») = (65 стюверів)
- 3 золотих гульдена («3 gulden-munt») = (60 стюверів)
- 1 даальдер («daalder») = (30 стюверів)
- 1 срібний флорин («zilveren florijn») = (28 стюверів)
- 1 гульден («gulden») = (20 стюверів)
- Пів гульдена («halve gulden») = 1/2 гульдена = (10 стюверів)
- 1 скеллінг («schelling») = (6 стюверів)
- 1 чверть («kwartje») = 1/4 гульдена = (5 стюверів)
- 1 даббельт («dubbeltje») = (2 стювера)
- 1 стювер («stuiver») = (1/20 гульдена)
- Пів стювера («halve stuiver») = (1/2 стювера)
- 1 оорд («oord») = (1/4 стювера)
- 1 дуїт («duit») = (1/8 стювера)

### Монети після 1816 року
З 1818 року за порадою математика Яна Гендріка Ван Свіндена монетний номінальний ряд поділявся на «центи» («cent»), «стювери» («stuiver»), «десятицентовики» («dubbeltje»), «чверті» («kwartje»), «гульдени» («gulden»), «рейксдаальдери» («rijksdaalder») та «десятки» («tientje»). Ще 2 грудня 1815 року поборник десяткової грошової системи Ван Свіден подав доповідь на 73-сторінках королю Віллему I, під назвою «Занепокоєння з приводу грошової системи». Післявоєнні монети номіналом 10 та 50 гульденів були спеціальним випуском, який хоч і вважався законним платіжним засобом, але в обігу майже не перебували.

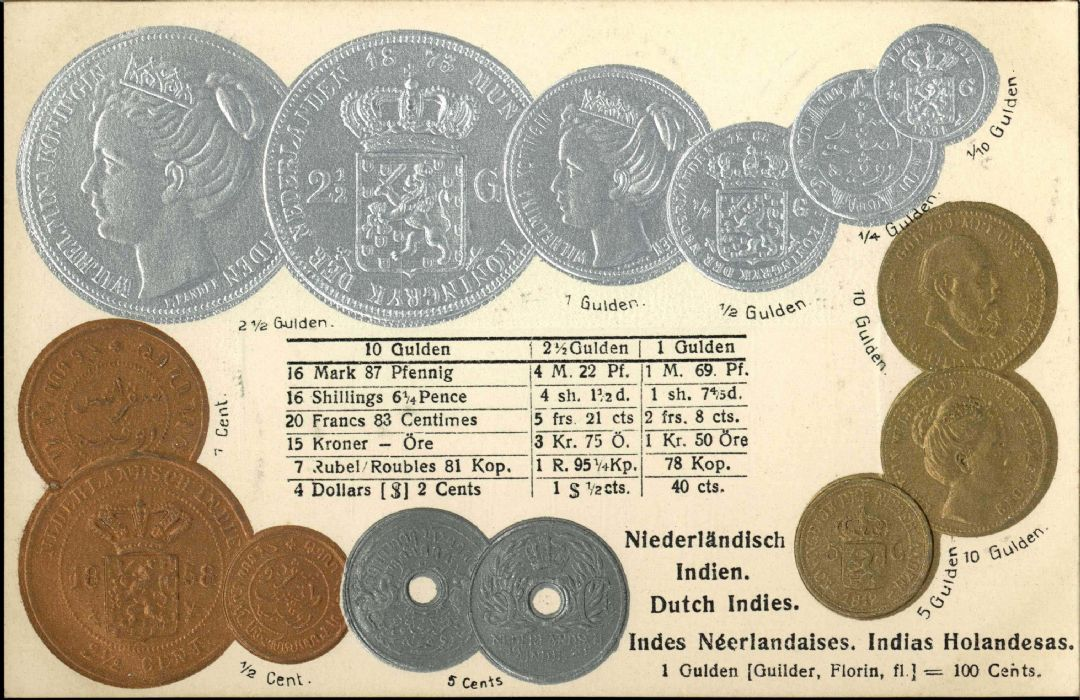
Поштова картка з зображенням монет Нідерландів

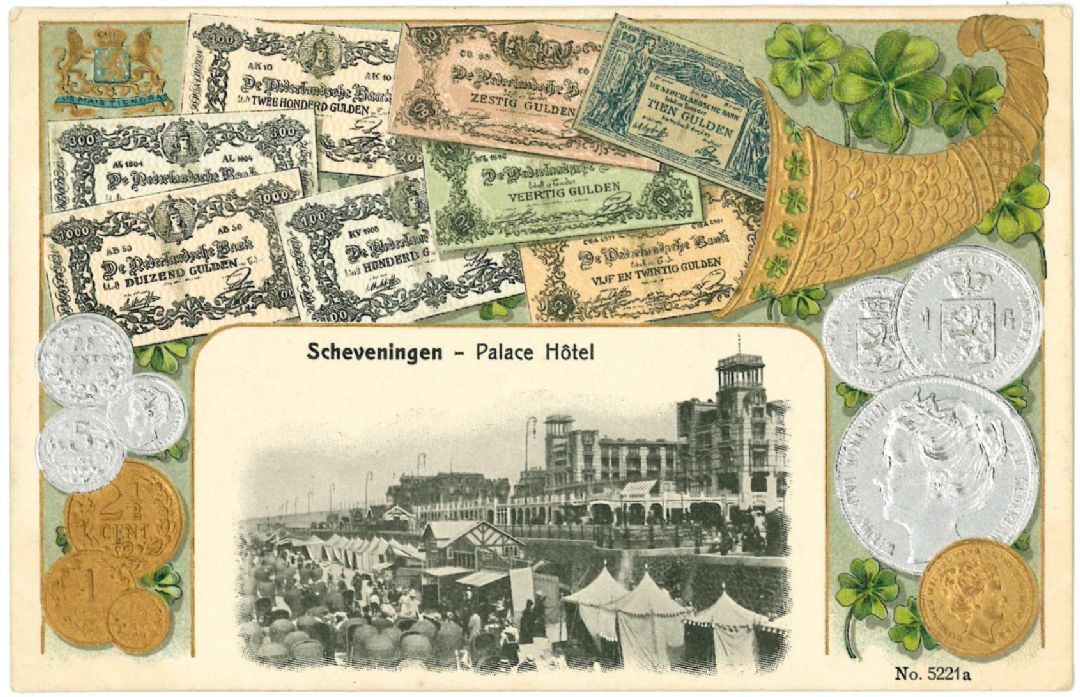
Поштова картка з зображенням грошей Нідерландів

| Монети Нідерландів 1816—2002              | Монети Нідерландів 1816—2002 | Монети Нідерландів 1816—2002 | Монети Нідерландів 1816—2002 | Монети Нідерландів 1816—2002 |
| ----------------------------------------- | ---------------------------- | ---------------------------- | ---------------------------- | ---------------------------- |
| Десяткова система: 1 гульден = 100 центів |                              |                              |                              |                              |
| Вартість (гульденів)                      | Вартість (центів)            | Назва номіналу               | Введення                     | Вилучення                    |
| ƒ 0,005                                   | 0,5                          | Halfje                       | 1818                         | 1948                         |
| ƒ 0,01                                    | 1                            | Cent                         | 1817                         | 1983                         |
| ƒ 0,025                                   | 2,5                          | 2½ Cent, Halve stuiver       | 1877                         | 1948                         |
| ƒ 0,05                                    | 5                            | Stuiver                      | 1818                         | 2002                         |
| ƒ 0,10                                    | 10                           | Dubbeltje                    | 1818                         | 2002                         |
| ƒ 0,25                                    | 25                           | Kwartje                      | 1817                         | 2002                         |
| ƒ 0,50                                    | 50                           | Halve gulden                 | 1818                         | 1948                         |
| ƒ 1                                       | 100                          | Gulden                       | 1818                         | 2002                         |
| ƒ 2,50                                    | 250                          | Rijksdaalder                 | 1840                         | 2002                         |
| ƒ 3                                       | 300                          | Drie gulden                  | 1817                         | 1839                         |
| ƒ 5                                       | 500                          | Vijfje                       | 1826                         | 1912                         |
| ƒ 5                                       | 500                          | Vijfje                       | 1988                         | 2002                         |
| ƒ 10                                      | 1000                         | Tientje                      | 1875                         | 1933                         |
| ƒ 10                                      | 1000                         | Tientje                      | 1970                         | 2002                         |
| ƒ 50                                      | 5000                         | Vijftig gulden               | 1982                         | 2002                         |

### Остання серія монет
Остання серія монет Нідерландів, що була в обігу до введення євро 2002 року, була розроблена 1982 і 1988 років, вона скадалася з номіналів: 5, 10 та 25 центів і 1, 2½ та 5 гульденів.
| Зображення | Номінал      | Технічні параметри | Технічні параметри | Технічні параметри | Технічні параметри           | Опис                | Опис                                  | Опис                       | Роки карбування |
| Зображення | Номінал      | Діаметр (мм)       | Товщина (мм)       | Вага (г)           | Матеріал                     | Гурт                | Аверс                                 | Реверс                     | Роки карбування |
| ---------- | ------------ | ------------------ | ------------------ | ------------------ | ---------------------------- | ------------------- | ------------------------------------- | -------------------------- | --------------- |
|            | 5 центів     | 21                 | 1.45               | 3.47               | Бронза                       | Гладкий             | Профіль королеви Беатрікс (1982—2001) | Номінал, геометричні лінії | 1990—2001       |
|            | 10 центів    | 15                 | 1.26               | 1.52               | Нікель                       | Рифлений            | Профіль королеви Беатрікс (1982—2001) | Номінал, геометричні лінії | 1990—2001       |
|            | 25 центів    | 19                 | 1.55               | 3                  | Нікель                       | Ребристий           | Профіль королеви Беатрікс (1982—2001) | Номінал, геометричні лінії | 1990—2001       |
|            | 1 гульден    | 25                 | 2                  | 6                  | Нікель                       | Напис               | Профіль королеви Беатрікс (1982—2001) | Номінал, геометричні лінії | 1990—2001       |
|            | 2 ½ гульдена | 29                 | 2.1                | 10                 | Нікель                       | Напис               | Профіль королеви Беатрікс (1982—2001) | Номінал, геометричні лінії | 1990—2001       |
|            | 5 гульденів  | 23.5               | 2.7                | 9.25               | Нікель з бронзовим покриттям | Ребристий з написом | Профіль королеви Беатрікс (1982—2001) | Номінал, геометричні лінії | 1988—2001       |

### Пам'ятні та ювілейні монети
Між 1970—2001 роками випускалися пам'ятні та ювілейні монети, номіналами: 1, 2½ та 5 гульденів з нікелю; 10 гульденів зі срібла 720-ої і 950-ої роби та 50 гульденів зі срібла 925 проби.

## Особливості
Унікальною особливістю гульденових монет та банкнот стало те що вони номінально засновувалися на четвертковому номінальному поділі. Таким чином, замість номіналів 0.20, 2, 20 та 200 гульденів існували монети номіналом 0,25 центів («kwartje») та 2½ гульдена («rijksdaalder»), а також банкноти номіналом 25 та 250 гульденів. Поява четверткового номінального поділу грунтувалася на використанні в обігу до 1816 року стюверів.

## Гульден як резервна валюта
До запровадження євро, нідерландський гульден був сьомою за популярністю резервною валютою у світі.
|                        | 2024 | 2023    | 2022    | 2021    | 2020    | 2019    | 2018    | 2017    | 2016    | 2015    | 2014    | 2013    | 2012    | 2011    | 2010    | 2009    | 2008    | 2007    | 2006    | 2005    | 2004    | 2003    | 2002    | 2001    | 2000    | 1999    | 1998    | 1997    | 1996    | 1995    | 1984   | 1983   | 1982   | 1980   | 1976   | 1972   | 1970   |
| Долар США              | 57,80 % | 58,42 % | 58,52 % | 58,80 % | 58,92 % | 60,75 % | 61,76 % | 62,73 % | 65,36 % | 65,75 % | 65,17 % | 61,28 % | 61,50 % | 62,69 % | 62,24 % | 62,15 % | 63,77 % | 63,87 % | 65,04 % | 66,51 % | 65,51 % | 65,45 % | 66,50 % | 71,51 % | 71,13 % | 71,01 % | 69,28 % | 65,10 % | 61,98 % | 58,96 % | 65,8 % | 68,5 % | 68,4 % | 67,2 % | 76,6 % | 78,6 % | 77,2 % |
| Євро                   | 19,83 % | 19,95 % | 20,37 % | 20,59 % | 21,29 % | 20,59 % | 20,67 % | 20,17 % | 19,14 % | 19,15 % | 21,21 % | 24,21 % | 24,07 % | 24,44 % | 25,76 % | 27,70 % | 26,21 % | 26,13 % | 24,99 % | 23,89 % | 24,68 % | 25,03 % | 23,65 % | 19,18 % | 18,29 % | 17,90 % |         |         |         |         |        |        |        |        |        |        |        |
| Німецька марка         | |         |         |         |         |         |         |         |         |         |         |         |         |         |         |         |         |         |         |         |         |         |         |         |         |         | 13,79 % | 14,48 % | 14,67 % | 15,75 % | 12,1 % | 11,2 % | 12,4 % | 14,8 % | 8,8 %  | 4,6 %  | 1,9 %  |
| Японська єна           | 5,82 % | 5,69 %  | 5,54 %  | 5,52 %  | 6,03 %  | 5,87 %  | 5,19 %  | 4,90 %  | 3,95 %  | 3,75 %  | 3,55 %  | 3,82 %  | 4,09 %  | 3,61 %  | 3,66 %  | 2,90 %  | 3,47 %  | 3,18 %  | 3,46 %  | 3,96 %  | 4,28 %  | 4,42 %  | 4,94 %  | 5,04 %  | 6,06 %  | 6,37 %  | 6,24 %  | 5,77 %  | 6,71 %  | 6,77 %  | 5,4 %  | 4,7 %  | 4,6 %  | 4,3 %  | 2,1 %  | 0,1 %  |        |
| Британський фунт       | 4,73 % | 4,86 %  | 4,90 %  | 4,81 %  | 4,73 %  | 4,64 %  | 4,43 %  | 4,54 %  | 4,35 %  | 4,72 %  | 3,70 %  | 3,99 %  | 4,04 %  | 3,84 %  | 3,94 %  | 4,25 %  | 4,22 %  | 4,82 %  | 4,52 %  | 3,75 %  | 3,49 %  | 2,86 %  | 2,92 %  | 2,70 %  | 2,75 %  | 2,89 %  | 2,66 %  | 2,58 %  | 2,68 %  | 2,11 %  | 2,8 %  | 2,6 %  | 2,4 %  | 2,9 %  | 1,9 %  | 7,1 %  | 10,4 % |
| Канадський долар       | 2,77 % | 2,59 %  | 2,39 %  | 2,38 %  | 2,08 %  | 1,86 %  | 1,84 %  | 2,03 %  | 1,94 %  | 1,78 %  | 1,75 %  | 1,83 %  | 1,43 %  |         |         |         |         |         |         |         |         |         |         |         |         |         |         |         |         |         |        |        |        |        |        |        |        |
| Китайський юань        | 2,18 % | 2,29 %  | 2,61 %  | 2,80 %  | 2,29 %  | 1,94 %  | 1,89 %  | 1,23 %  | 1,08 %  |         |         |         |         |         |         |         |         |         |         |         |         |         |         |         |         |         |         |         |         |         |        |        |        |        |        |        |        |
| Австралійський долар   | 2,06 % | 2,14 %  | 1,97 %  | 1,84 %  | 1,83 %  | 1,70 %  | 1,63 %  | 1,80 %  | 1,69 %  | 1,77 %  | 1,60 %  | 1,82 %  | 1,46 %  |         |         |         |         |         |         |         |         |         |         |         |         |         |         |         |         |         |        |        |        |        |        |        |        |
| Французький франк      | |         |         |         |         |         |         |         |         |         |         |         |         |         |         |         |         |         |         |         |         |         |         |         |         |         | 1,62 %  | 1,44 %  | 1,85 %  | 2,35 %  | 1,0 %  | 1,1 %  | 1,3 %  | 1,7 %  | 1,6 %  | 0,9 %  | 1,1 %  |
| Швейцарський франк     | 0,17 % | 0,19 %  | 0,23 %  | 0,17 %  | 0,17 %  | 0,15 %  | 0,14 %  | 0,18 %  | 0,16 %  | 0,27 %  | 0,24 %  | 0,27 %  | 0,21 %  | 0,08 %  | 0,13 %  | 0,12 %  | 0,14 %  | 0,16 %  | 0,17 %  | 0,15 %  | 0,17 %  | 0,23 %  | 0,41 %  | 0,25 %  | 0,27 %  | 0,23 %  | 0,33 %  | 0,35 %  | 0,30 %  | 0,33 %  | 2,0 %  | 2,3 %  | 2,7 %  | 3,2 %  | 2,2 %  | 1,0 %  | 0,7 %  |
| Нідерландський гульден | |         |         |         |         |         |         |         |         |         |         |         |         |         |         |         |         |         |         |         |         |         |         |         |         |         | 0,27 %  | 0,35 %  | 0,24 %  | 0,32 %  |        |        |        |        |        |        |        |
| Інші                   | 4,64 % | 3,87 %  | 3,48 %  | 3,09 %  | 2,65 %  | 2,51 %  | 2,45 %  | 2,43 %  | 2,33 %  | 2,82 %  | 2,78 %  | 2,78 %  | 3,20 %  | 5,33 %  | 4,27 %  | 2,88 %  | 2,20 %  | 1,83 %  | 1,81 %  | 1,74 %  | 1,87 %  | 2,01 %  | 1,58 %  | 1,31 %  | 1,49 %  | 1,60 %  | 4,50 %  | 3,86 %  | 4,48 %  | 4,87 %  | 10,9 % | 9,6 %  | 8,2 %  | 5,9 %  | 6,8 %  | 7,7 %  | 8,7 %  |
|                        | Джерела: World Currency Composition of Official Foreign Exchange Reserves Міжнародний валютний фонд (1995-2024), The evolution of reserve currency diversification, December 1986 Банк міжнародних розрахунків (1970-1984) |         |         |         |         |         |         |         |         |         |         |         |         |         |         |         |         |         |         |         |         |         |         |         |         |         |         |         |         |         |        |        |        |        |        |        |        |

## Валютний курс

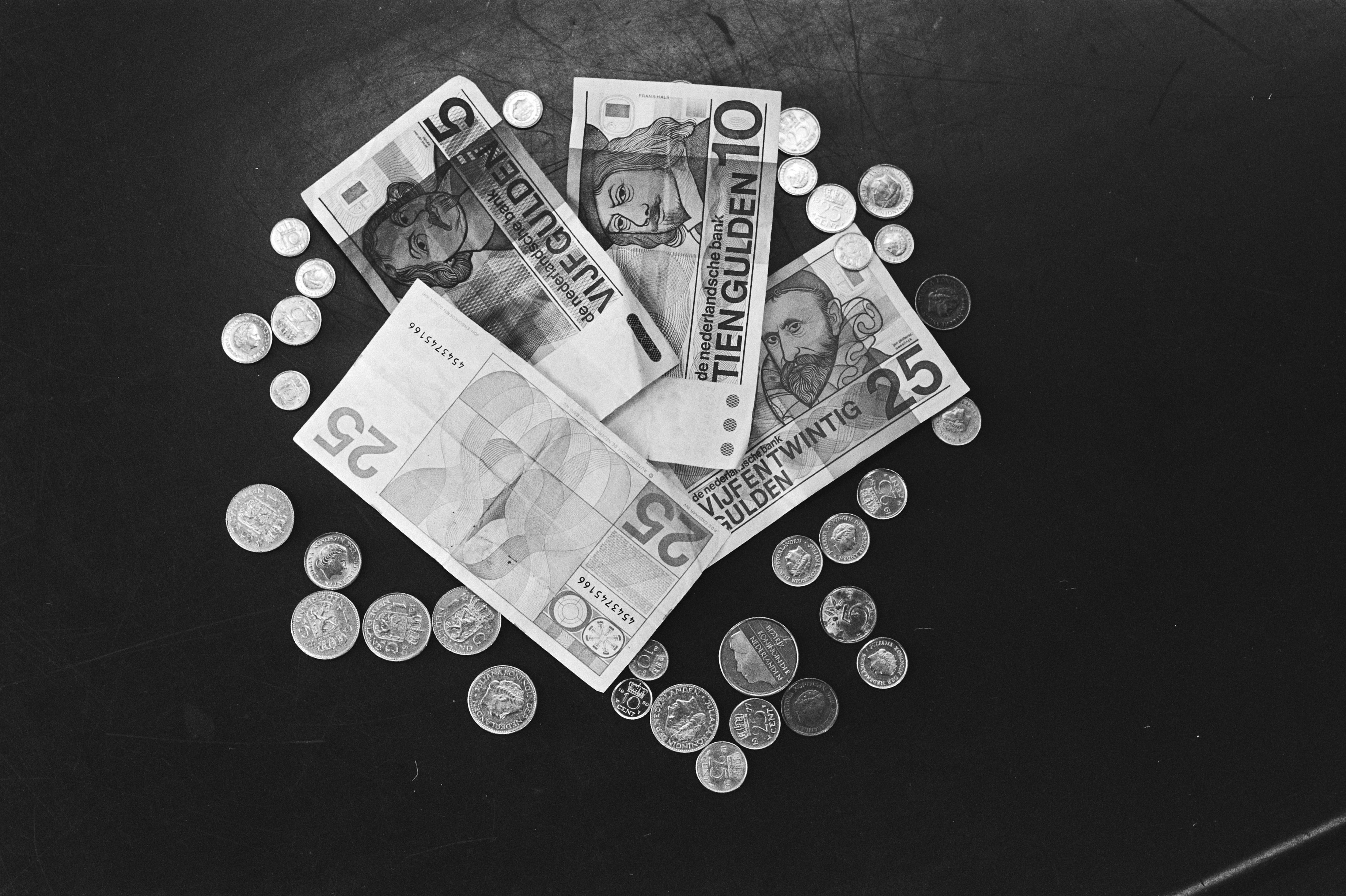
Банкноти та монети Нідерландів 1960-х—1980-х років

Графік валютного курсу нідерландського гульдена відносно німецької марки в 1954—1998 рр. (к-сть гульденів за 1 марку)

Після Другої світової війни і до заміни на євро, нідерландський гульден відзначався відносно «твердим» валютним курсом. Протягом 1954—1998 років він зміцнів відносно бельгійського франка на 39 % (з 13,16 до 18,31 франків за 1 гульден), долара США на 50 % (з 3,81 до 1,89 гульдена за 1 долар), французького франка на 69 % (з 1,08 до 0,33 гульдена за 1 франк) та британського фунта на 71 % (з 10,61 до 3,12 гульдена за 1 фунт). Водночас гульден ослаб відносно німецької марки на 24 % (з 0,90 до 1,12 гульденів за 1 марку) та швейцарського франка на 54 % (з 0,88 до 1,37 гульденів за 1 франк).

## Народні назва
Монети та банкноти гульдену мали безліч поширених народних назв, які значною мірою зникли з використання з появою євро. Для монет номіналом 10 та 5 євроцентів досі використовуються лише терміни «десюлик» або «стювер».
- 1 цент: «ключик» («spie»)
- 5 центів: «стювер» («stuiver»)
- 10 центів «десюлик» («dubbeltje») «дуппі» («duppie»), «бейссі» («beissie»). Також існують прислів'я: «котитися як десюлик» («hoe een dubbeltje rollen kan,»), «рівний, як десюлик» («zo plat als een dubbeltje»), «хто народився десюликом, ніколи не стане четвертаком» («wie voor een dubbeltje geboren is wordt nooit een kwartje»)
- 25 центів: «четвертак» («kwartje»), «маффі» («maffie»), «гейті» («heitje»)
- Монета 1 гульден: «пік» («piek»), «пегель» («pegel»), «поп» («pop»)
- Монета 1½ гульдена: «даальдер» («daalder»): на ринку ваш гульден стоїть один талер.
- Монета 2½ гульдена: «рейксдаальдер» («rijksdaalder»), «кнаак» («knaak»), «рікс» («riks»), «заднє колесо» («achterwiel»), «колесо воза» («karrenwiel»)
- Монета або банкнота в 5 гульденів, 2 «рейксдаальдера»: «п'ятірка» («vijfje»), «бас» («bas»), «товстий стювер» («dikke stuiver»), «велосипед» («fiets»)
- Банкнота 10 гульденів: «десятка» («tientje»), «джойті» («joetje»), «вибивка килимів» («mattenklopper»), «прент» («prent»)
- Банкнота 25 гульденів: «жовта» («geeltje» (тип 1861—1909 років мав жовтий колір))
- Банкнота 50 гульденів: «соняшник» («zonnebloem»), «брем» («bram»), «ожина» («brammetje»), «бджола» («bijtje»)
- Банкнота 100 гульденів: «мейєр» («meier»), «капелюх» («mutje»), «бекас» («snip»), «диван»/«лавка» («bank(ie)»/«bankje»)
- Банкнота 250 гульденів: «маяк» («vuurtoren» (із зображенням маяка Хаамстеді))
- Банкнота 1000 банкнотів: «червоний бік» («rooie rug»), «червона» («rooie») або «задня» («rug» (банкнота 1000 гульденів, перші типи якої мали червоне забарвлення, але пізніше отримала зелений колір))